# Ctesias dusmae
Ctesias dusmae är en skalbaggsart som beskrevs av William James Beal 1960. Ctesias dusmae ingår i släktet Ctesias och familjen ängrar. Inga underarter finns listade i Catalogue of Life.